# 吉村萬治郎

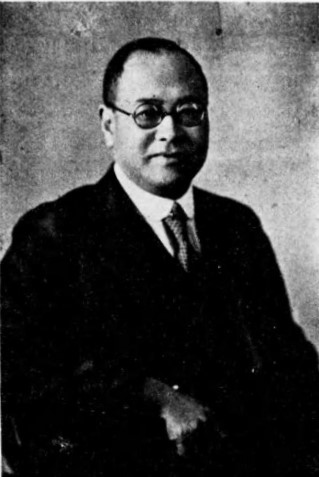
吉村萬治郎

吉村 萬治郎（よしむら まんじろう、1886年（明治19年）3月22日 - 1969年（昭和44年）5月23日）は、古河合名会社（古河財閥）副総帥、古河鉱業（現在の古河機械金属）社長、富士通信機製造（現在の富士通）創業者・初代社長。古河財閥創始者・古河市兵衛の大甥（兄弟姉妹の孫のこと）。

## 経歴
京都府生まれ。古河市兵衛の大甥であり、市兵衛の実兄（木村万治郎）の孫に当たる。父親は木村長兵衞。古河家親族の中川末吉らと共に財閥解体まで古河財閥の要職を歴任した。古河財閥総帥の古河虎之助は義兄（妻の兄）。
- 1908年（明治41年） - 慶應義塾普通部を経て、慶應義塾大学部法律科卒業。
- 1911年（明治44年） - 合名会社古河鉱業の鉱業部門の分離独立による古河鉱業株式会社設立に、古河虎之助・木村長七・吉村の3名で出資者となる。
- 1915年（大正4年） - 古河合名会社入社。
- 1916年（大正5年） - 古河銀行設立。
- 1917年（大正6年） - 持株会社古河合名商事部門（古河商事）専務取締役を経てのちに副社長。
- 1921年（大正10年） - 古河合名鉱業部門（古河鉱業）社長。のち古河財閥代表社員。
- 1931年（昭和6年） - 古河財閥とドイツ・シーメンス社の合弁により、富士電機製造（現在の富士電機ホールディングス）社長に就任。
- 1935年（昭和10年） - 通信機部門を分離させて、富士通信機製造株式会社（現在の富士通）を創業し、初代社長に就任。同時に生え抜きの梶山秀男および和田恒輔が取締役に昇格した。
- 1946年（昭和21年） - 公職追放令に基づく追放指定（公職追放）。
- 1969年（昭和44年） - 経済団体連合会理事などを務め、死去。83歳。

## 家族
- 祖父・木村萬治郎 - 古河市兵衛の兄[2]
- 父・木村長兵衞 - 足尾銅山鉱長[1][3]
- 兄・鈴木市之助 (1882年生) - 旭電化工業社長[2]。木村長兵衞の二男として生まれ、先代の鈴木エイの養子となる。慶應義塾大学部理財科を卒業後、コロンビア大学・エール大学に留学し、帰国後古河合名会社入社[4]。
- 姉・中川とみ（1876年生） - 5歳で古河市兵衛の養女となり、中川末吉（1874年生）に嫁いだ[2]。末吉は滋賀県出身、エール大学卒、古河電気工業社長、横浜護謨製造社長[5]。
- 妻・吉村鶴（1898年生） - 古河市兵衛の娘。東京女学館出身[1]
- 長女・古河幸子（1916年生） - 夫は古河従純（西郷従徳二男、1904年生）。幸子の叔父・古河虎之助（市兵衛の子）と従純の叔母（従徳の妹）は夫婦[6]。従純はハーバード大学留学後、古河家4代目当主となり家業と男爵を継いだ[2][7]。子に古河潤之助、古河直純（日本ゼオン社長）がいる[2]。
- 相婿・小田川芳朗（小田川全之二男） - 市兵衛の娘・照子の夫